# Tortano
El tortano (tórtano) es una torta salada de la cocina napolitana.
Es muy parecido al casatiello, del cual se diferencia por no presentar huevos cocidos enteros en la masa sino en trocitos; además el casatiello se suele servir en la Semana Santa, en cambio el tortano se come durante todo el año. Sin embargo los dos nombres, casatiello y tortano, se utilizan a menudo como sinónimos.